# 김성연 (성우)
김성연(1980년 7월 30일 ~ )은 한국의 여자 성우다. 대원방송 성우극회 소속 2007년 대교방송 성우극회 공채 5기로 입사했으나 다시 2008년 10월 대원방송 성우극회 공채 1기로 이전 입사했다.

## 출연 작품

### 애니메이션
- GO! GO! 동물탐험대 (애니박스)
- SOS 꼬마 구조선 (대원방송) - 여자 공급선
- Yes! 프리큐어5 (대원방송) - 밀크
- Yes! 프리큐어5 Go! Go! (대원방송) - 밀크/미미노 쿠루미 (우유미)/밀키 로즈
- xxx HOLIC2 (애니박스) - 모코나
- 갓슈벨Final (챔프) - 코랄Q, 카일
- 강철의 연금술사 리메이크 (애니박스) - 리자 호크아이
- 네기마!?(애니맥스) - 쿠 페이, 나루타키 후미카, 치사메
- 달의 요정 세일러문 (대원방송) - 유리 (미즈노 아미)/세일러 머큐리
- 도라에몽 (챔프TV) - 퉁순이 (자이코)
- 극장판 도라에몽: 진구의 공룡대탐험 - 피스케
- 도라에몽 노비타의 우주표류기 (대원방송 (챔프, 애니박스)) - 리안
- 도라에몽 극장판 - 진구와 태양왕전설 (챔프) - 레디나
- 두 사람은 프리큐어 Splash Star (대원방송)
- 드래곤볼 카이 (애니원) - 크리링
- 디지몬 세이버즈 (대원방송(챔프, 애니박스)) - 팔코몬, 펙몬, 크로우몬, 레이브몬
- 디지몬 세이버즈 극장판 (대원방송 (챔프) - 리즈무
- 디지몬 크로스워즈 - 리볼몬
- 딸기 100%(애니맥스) - 기타오지 사츠키
- 딸기 100% OVA(애니맥스) - 기타오지 사츠키
- 로봇 알포 (MBC) - 로봇 알포 (내부 음성), 데비
- 매일엄마 (SBS, 챔프) -  분지
- 매직하트원정대 (챔프) - 빌리
- 몬스터 버스터 클럽 (애니박스) - 웬디
- 못말리는 삼공주 (대원방송(챔프, 애니박스)) - 대식이, 외할머니
- 미나미家 세자매 (대원방송, 애니박스) - 케이코, 후유키
- 미치코와 핫친 (대원방송) - 마리아, 앨리스
- 빠뿌야 놀자 (KBS) - 큐티 선생님, 낸시
- 포켓몬스터 XY (투니버스) - 삼평
- 빨간망토와 늑대 (챔프) - 여자 두꺼비
- 소년탐정 김전일 Original (애니박스) - 하야미 레이카 / 잔마 사토미 / 미마사카 미도리 / 하나무라 아오이 / 사에키 코이치로 (동일인물) / 호시노 카나에
- 소울이터 (챔프) - 츠바키
- 슈퍼 슬레이 (MBC)
- 신령사냥 (애니박스) - 레이카
- 어떤 과학의 초전자포 (애니맥스) - 아케미
- 오늘부터 마왕 (애니맥스) - 산그리아
- 와글와글 붕붕 삼총사 (애니박스) - 스나이퍼
- 완소! 퍼펙트 반장 (챔프TV) - 가영/마미야 엄마/로빈
  - 미라클 체인지 퍼펙트 반장 (챔프TV) - 가영
- 우리들이 있었다(챔프) - 나나미
- 웰컴 투 동물농장(챔프)
- 유유백서 (대원방송) - 마청, 수리, 게임마스터
- 원피스Original 16기 어인섬 편 (애니원) - 마담 셜리
- 유희왕 5D's (대원방송 (챔프, 애니박스)) - 루카
- 유희왕 ZEXAL (대원방송 (챔프, 애니박스)) - 안나
- 은하의 일기 (MBC)
- 이누야샤 완결판 (챔프TV) - 고초/무지나/히토미코/엄마/신타
- 절대가련 칠드런 (챔프) - 호타루, 코지카, 치사토, 아키에
- 지구를 지켜라! 상상파워 (챔프) - 타냐
- 짜장소녀 뿌까 2기 (대원방송 (챔프, 애니박스)) - 칭
- 출동! 꾸러기 수비대 (대원방송) - 레미
- 판도라 하츠 (애니박스) - 로티 , 필립 웨스트
- 페어리 테일 (챔프TV) - 레비 / 아리에스 / 엔젤
- 프레시 프리큐어! (챔프) - 미키, 지혜 엄마, 왕비
- 투 러브 트러블 (대원방송 (애니박스)) - 미오 / 아키호(하루나언니) / 라코스포
- 팻손과 핀두스 (대원방송) - 핀두스
- 헬보이 - 폭풍의 검/헬보이 - 아이언펀치(챔프) - 케이티
- 흑신 (대원방송(애니박스)) - 진
- 흑집사 (애니박스) - 마담 레드
- 흑집사 스페셜 (애니박스)
- 하트캐치 프리큐어 (챔프) - 보영, 윤지, 반성준 엄마, 이경탁, 어린 진향기
- 명탐정 코난 (애니맥스) - 이성미
- 은하로 킥오프 (애니맥스) - 우영민
- 왕괴짜 돈만이 (챔프) - 승주
- 기동전사 건담 AGE (챔프) - 레미

### 극장판 애니메이션
- 짱구는 못말려 극장판: 초시공! 태풍을 부르는 나의 신부 - 다미
- 페어리 테일: 극장판 - 봉황의 무녀 - 에클레아
- Yes! 프리큐어5 극장판 - 밀크, 다크 민트
- 오즈의 마법사 (애니박스) - 요정, 여왕쥐, 여관 주인, 샐리
- 슈퍼 빼꼼: 스파이 대작전 - 남자 아이
- 와일드 로봇 - 핑크테일

### 영화
- 벤10: 과거로의 질주(카툰네트워크) - 여학생

### 외주제작 드라마
- 파워레인저 와일드스피릿(챔프, 애니박스)) - 히소 / 미셀 펭
- 가면라이더 덴오(챔프, 애니박스) - 나오미 (아키야마 리나)
- 가면라이더 디케이드(챔프) - 나오미 / 옐로
- 초성함대 세이저 X(챔프, 애니박스) - 뢰장군 산다라
- 파워레인저 엔진포스 (챔프, 애니박스)) - 봄퍼
- 가면라이더 키바(챔프, 애니박스) - 메구미 (야나기사와 나나)
- 파워레인저 정글포스 (챔프, 애니박스)) - 미니 / 정글 화이트 (타케우치 미오)
- 가면라이더 더블 (챔프, 애니박스)) - 재경 / 양수진
- 파워레인저 캡틴포스 (챔프, 애니박스)) - 봄퍼
- 가면라이더 위저드 (챔프, 애니박스)) - 문리나

### 내레이션
- RTN 건강클리닉
- 반려동물 캠페인
- MBC 시추에이션 휴먼다큐 그날
- KBS 가족의 재발견
- MBC 다큐프라임
- MBC 휴먼스토리 덤벼라! 인생

### 광고
- STCO (라디오)
- 경성대학교 (라디오)
- 낙농자조금협회 춘향이편 (라디오)
- 훌랄라 치킨 (라디오)
- 뮤지컬 금발이 너무해 (TV)
- 뮤지컬 키스미 케이트 (TV)
- 온라인 액션게임 라테일 (TV)

### 기타
- 소녀시대 서현&주현미 짜라자짜 뮤비 더빙 - 유리
- 뮤지컬 금발이 너무해 CM

### 드라마 CD
- 숨덕부 - 유영선